# Agrarische wet
De Agrarische wet werd in 1870 ingevoerd onder minister Engelbertus de Waal (minister van Koloniën) als reactie op het koloniale beleid van de Nederlanders in Java. De liberale politici, die destijds de overhand hadden in Nederland, waren het niet eens met het cultuurstelsel in Java en wilde de Javanen helpen en tegelijkertijd de economische voordelen van de kolonie behouden door meer particulier initiatief toe te staan. 
De Agrarische wet zorgde ervoor dat de eigendomsrechten van de grond op Java werd vastgelegd. Het grondbezit van de inlandse bevolking werd gewaarborgd. Javanen konden hun dorpsgronden in eigendom krijgen, en verhuren aan Europeanen. Europeanen konden woeste grond in erfpacht krijgen. Deze wet maakte de vestiging van particuliere ondernemingen in Nederlands-Indië mogelijk. Vanuit landen als Zwitserland, Duitsland, België, Frankrijk, Groot-Brittannië, maar ook Singapore, China en de Verenigde Staten kwamen ondernemers naar Nederlands-Indië.
De Agrarische wet wordt vaak in één adem genoemd met de Suikerwet, omdat ze dezelfde doelstelling hadden.